# 萨勒河畔施瓦岑巴赫
萨勒河畔施瓦岑巴赫（德語：Schwarzenbach an der Saale，官方拼写为，發音：[ˈʃvaʁtsn̩ˌbax ʔan deːɐ̯ ˈzaːlə] ⓘ）是德国巴伐利亚州上弗兰肯行政区霍夫县的城市，面积59.18平方千米，2023年12月31日人口为6,878人。